# Justin Guarini
Justin Guarini, tên khai sinh là Justin Eldrin Bell (sinh ngày 28 tháng 10 năm 1978 tại Columbus, Georgia) là một nam ca sĩ, nhạc sĩ và diễn viên người Mỹ. Anh bắt đấu nổi tiếng từ năm 2002 khi tham gia cuộc thi American Idol (Mùa 1) và giành vị trí á quân.